# Flores-Zwergohreule
Die Flores-Zwergohreule (Otus alfredi), auch als Floreseule bezeichnet, ist eine Eulenart aus der Gattung der Zwergohreulen. Sie ist auf der Sunda-Insel Flores endemisch.

## Merkmale
Die Flores-Zwergohreule erreicht eine Größe von 19 bis 21 Zentimetern. Die Flügellänge beträgt 137 bis 160 mm und die Schwanzlänge ungefähr 78 mm.  Der Gesichtsschleier ist dunkel rötlichbraun. Die Augenbrauen sind weißlich. Die kleinen, runden Federohren sind rötlichbraun. Die Stirn weist feine weiße Wellenlinien auf. Der rötlichbraune Oberkopf ist unmarkiert. Die Oberseite ist einfarbig dunkel rötlichbraun ohne Bänderung oder Schaftstreifen. Am Hinternackenkragen sind kleine weißen Dreiecke zu erkennen. Die Außenfahnen der Schulterfedern sind weiß und mit großen braunen Flecken besetzt. Die Hand- und Armschwingen sind rötlichbraun und weiß gebändert. Der Schwanz ist ungebändert. Die Unterseite ist schmutzig-weiß. Die Brust ist gelegentlich rötlichbraun getönt und zeigt eine blasse, feine, dunkle Wellenzeichnung mit einer rötlichbraunen Bänderung. Die Füße sind im Verhältnis zum Körper kleiner als bei anderen Zwergohreulen-Arten. Die Läufe sind dick befiedert außer am nackten distalen Drittel. Die Augen sind gelb, der Gesichtsschleierrand ist rosa, der Schnabel und die Wachshaut sind orangegelb, die Zehen sind stumpf-gelb und die Krallen sind gelblich-hornfarben ohne dunkle Spitzen. Die Jungvögel sind nahezu einfarbig hell rötlichbraun mit einer undeutlichen Bänderung, aber deutlicheren Schwanzbinden als bei den Altvögeln.

## Lautäußerungen
Die Stimme der Flores-Zwergohreule wurde erst im Jahre 2005 aufgezeichnet. Der Ruf besteht aus einem einzelnen, scharfen, kurzen uh, das in Intervallen von 1,5 bis 2,5 Sekunden wiedergegeben wird. Territoriale Rufe sind häufiger und beinhalten einen auffälligen, kurzen Ausstoß von lauten, raschen Stakkato-Tönen, die sich wie uh-uh-uh-uh-uh anhören. Jede Phrase beinhaltet 5 bis 13 Töne.

## Verbreitung und Lebensraum
Die Flores-Zwergohreule ist nur vom Ruteng- und vom Todo-Gebirge im westlichen Flores bekannt. Sie bewohnt feuchte Wälder in Höhenlagen oberhalb 1000 m.

## Lebensweise
Über die Lebensweise der Flores-Zwergohreule ist nichts bekannt. Sie brütet vermutlich in Baumhöhlen.

## Status
Die Flores-Zwergohreule war lange nur von den drei Typusexemplaren aus dem Jahre 1896 bekannt, bevor sie im Jahre 1994 wiederentdeckt wurde. Ein Jungvogel wurde im Mai 1994 gefangen und fotografiert. Ein Altvogel wurde im März desselben Jahres gesammelt, aber erst 1998 als eindeutig zu dieser Art zugehörig bestimmt. Weitere Sichtungen gab es in den Jahren 1997, 2005, 2006 und 2008. BirdLife International stuft die Flores-Zwergohreule in die Kategorie „stark gefährdet“ (endangered) ein und schätzt den Bestand auf 1000 bis 2500 Exemplare. Als Hauptgefährdung gilt Lebensraumzerstörung.

## Etymologie und Forschungsgeschichte
Die Erstbeschreibung des Flores-Zwergohreule erfolgte 1897 durch Ernst Hartert unter dem wissenschaftlichen Namen Pisorhina alfredi. Das Typusexemplare von Alfred Hart Everett (1848–1898) am Gunung Repok und anderen nahe gelegenen Bergen im Süden von Flores gesammelt. Erst später wurde sie der bereits 1769 von Thomas Pennant für die Indien-Zwergohreule (Otus bakkamoena) eingeführten Gattung Otus zugeschlagen. Der Gattungsname leitet sich vom griechischen „ōtos ωτος“ für „Ohreneule“ ab. Der Artname »alfredi« ist seinem Sammler gewidmet.